# Rogers & Spencer
Le Rogers & Spencer est un revolver à percussion à poudre noire. Il fut initialement produit à Willowvale, New York aux environs de 1863-1865.
Le Rogers & Spencer Army Single Action était en fait l'amélioration d'un autre revolver de la firme, le Pettingill & Freeman. Produits vers la fin des années 1850, début 1860, ceux-ci étaient des revolvers double action.
Il fut produit à 5 800 exemplaires de 1863 à 1865 dont 5 000 exemplaires pour le gouvernement nordiste. Il ne prit pas part aux combats de la Guerre de Sécession, car arrivé beaucoup trop tard. En 1904, Les 5 000 exemplaires vendus à l'armée furent retrouvés comme neufs sur des étagères dans les arsenaux et vendus au prix de la ferraille.
C'est une arme de calibre .44 soit 11,176 mm.